# 송순천
송순천(宋順天, 1934년 1월 15일~2019년 10월 15일)은 대한민국의 권투 선수이다. 1956년 하계 올림픽 밴텀급 은메달을 획득하였다. 대한민국 최초의 올림픽 은메달 획득이다.

## 생애
일제 강점기인 1934년 경기도 이천에서 태어났다. 1957년 성북고등학교을 졸업했고, 1961년 경희대학교 체육학 학사를 취득하며 졸업했다. 
1956년 하계 올림픽 복싱 밴텀급 결승전에서 독일 연합의 볼프강 베렌트에게 우세한 경기를 펼치고도 판정패를 당하여 은메달을 획득했다. 1958년 아시안 게임 페더급에서 동메달을 땄다.

## 수상
- 대한민국 체육상(1956)
- 국민훈장 석류장(1970)
- 체육훈장 맹호장(2019)